# Каролина-инн
Каролина-инн (англ. The Carolina Inn) ― отель, располагающийся на территории кампуса университета Северной Каролины в Чапел-Хилл, округ Ориндж, штат Северная Каролина, США. Был открыт в 1924 году. Входит в национальный реестр исторических мест США. Является участником объединения исторических отелей Америки, официальной государственной программы Национального фонда охраны исторических памятников.
Первоначальное здание гостиницы было построено в между 1923 и 1924 годами на месте часовни, которая и дала городу Чапел-Хилл его название. В 1939―1940, 1969―1970, и в 1995 году здание было дополнено несколькими пристроями. Каждая секция отеля состоит из двух этажей, построенных из красного кирпича. Здание увенчивает вальмовая крыша, ниже которой находятся мансардные окна. На переднем фасаде отеля находится двухэтажная веранда, поддерживаемая шестью высокими филенчатыми столбами из дерева, а над центром строения возвышается купол. Отель был построен в стиле колониального Возрождения, который был очень популярен в США и Канаде в конце XIX ― начале XX века, хотя здесь также можно найти и некоторые элементы, характерные для стиля классического Возрождения, или неоклассицизма. Постройку отеля финансировал Джон Спрант Хилл ― выпускник университета Северной Каролины, банкир, юрист и филантроп. Он же и передал здание в собственность университету в 1935 году.
С 1993 по 2007 год отель находился под управлением DoubleTree, одной из крупнейших гостиничных компаний США.